# Donja Jurkovica
Donja Jurkovica (szerbül: Доња Јурковица), falu Gradiška községben, Bosznia-Hercegovinában, Bosanska krajina területén, a Szerb Köztársaságban. 

## Fekvése
Bosznia-Hercegovina északi részén, Banja Lukától légvonalban 24, közúton 42 km-re északra, községközpontjától légvonalban 16, közúton 25 km-re délre, 140-220 méteres magasságban, a Jurkovica-folyótól nyugatra található dombvidéken fekszik. Nevét az azonos nevű Jurkovica-folyóról kapta, amely három településen (Gornja, Donja és Srednja Jurkovica) folyik keresztül. A Jurkovica a Kozara lejtőin eredő két patak összefolyásából jön létre, melyek, amikor a hó elolvad, felduzzadnak és a Mračaj forrásához zúdulnak, ahonnan Jurkovicát alkotják.

## Népessége
| Nemzetiségi csoport | Népesség 1991 | Népesség 2013 |
| ------------------- | ------------- | ------------- |
| Szerb               | 202           | 149           |
| Bosnyák             | 0             | 0             |
| Horvát              | 1             | 0             |
| Jugoszláv           | 2             | 0             |
| Egyéb               | 0             | 2             |
| Összesen            | 205           | 151           |

## Története
A település területe Turjak község részeként 1878-ig tartozott az Oszmán Birodalomhoz, ekkor a berlini kongresszus határozata alapján az Osztrák-Magyar Monarchia része lett. A monarchia szétesésével 1918-ban előbb a Szerb-Horvát-Szlovén Királyság, majd 1929-től a Jugoszláv Királyság része. Jugoszlávia megszállása után a település a Független Horvát Állam (NDH) része lett. A falu 1945-től a szocialista Jugoszlávia része volt. A boszniai háború idején a település a Boszniai Szerb Köztársaság része volt. A daytoni békeszerződést követő területfelosztásnál a település Bosanska Gradiška község részeként a Szerb Köztársaság területéhez került. A településen háziorvosi rendelő, kis könyvtár és egy régi vízimalom található.

## Gazdaság
A lakosság gyümölcstermesztéssel foglalkozik, melynek legnagyobb részét az almatermesztés teszi ki.

## Fordítás
- Ez a szócikk részben vagy egészben  a(z)   Доња Јурковица című szerb Wikipédia-szócikk ezen változatának fordításán alapul.  Az eredeti cikk szerkesztőit annak laptörténete sorolja fel. Ez a jelzés csupán a megfogalmazás eredetét és a szerzői jogokat jelzi, nem szolgál a cikkben szereplő információk forrásmegjelöléseként.